# غنت-وفلجم 2013
غنت-وفلجم 2013 (بالإنجليزية: 2013_Gent–Wevelgem)‏ هو سباق دراجات هوائية أقيم بتاريخ 24 مارس 2013، تكون السباق من 1 مراحل وامتدّ لمسافة 183.4 كم بسرعة 40.9 كم/س، استغرق السباق 4 ساعة 29 دقيقة 10 ثانية. فاز به السلوفاكي بيتر ساجان.

## الترتيب
| م                     | الدرّاج     | البلد    | الزمن                    |
| --------------------- | ---------- | -------- | ------------------------ |
| الفائز بالترتيب العام | بيتر ساجان | سلوفاكيا | 4 ساعة 29 دقيقة 10 ثانية |